# 3897 Louhi
A 3897 Louhi (ideiglenes jelöléssel 1942 RT) a Naprendszer kisbolygóövében található aszteroida. Yrjö Väisälä fedezte fel 1942. szeptember 8-án.